# Иванов, Герман Константинович
Ге́рман Константи́нович Ивано́в  (род. 15 октября 1994, Санкт-Петербург, Россия) —российский хоккеист, защитник.

## Биография
Воспитанник хоккейной школы петербургского СКА. Дебютировал в сезоне 2011/2012 в «СКА-1946» в Молодёжной хоккейной лиге. В сезоне 2012/2013 подписал контракт с клубом «Нарва ПСК», стал бронзовым призёром чемпионата Эстонии.
В конце сезона 2012/2013 поступило приглашение от команды «Динамо» Рига (КХЛ) в тренировочно-просмотровый сбор хоккеистов. В июле 2013 года, на медицинском обследование был выявлен несовместимый с профессиональным спортом диагноз — стеноз почечной артерии на 40 %.Было принято решение о завершении профессиональной карьеры.